# Landschaftsschutzgebiet Offenland südöstlich Brilon

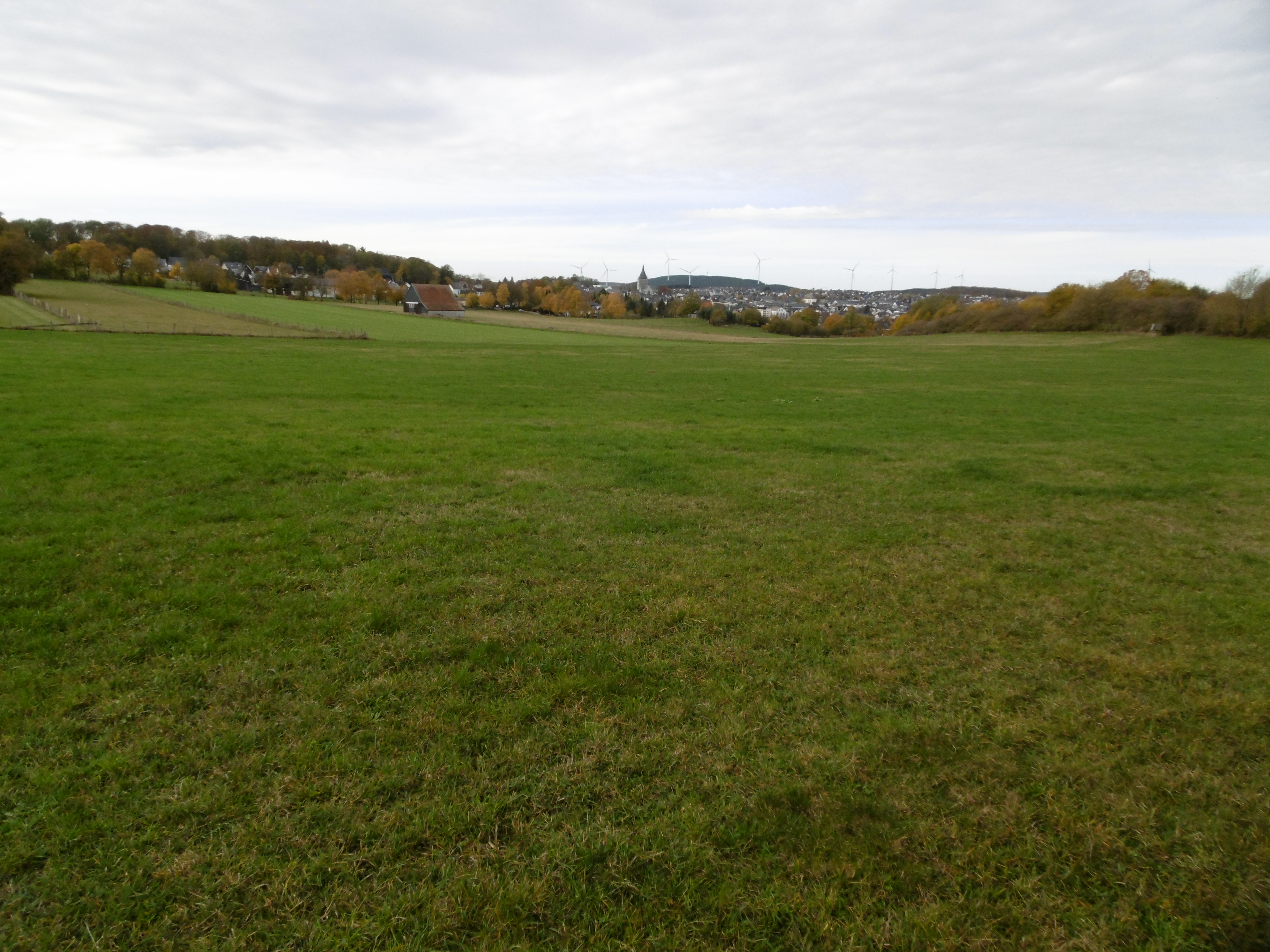
Landschaftsschutzgebiet Offenland südöstlich Brilon mit Brilon im Hintergrund

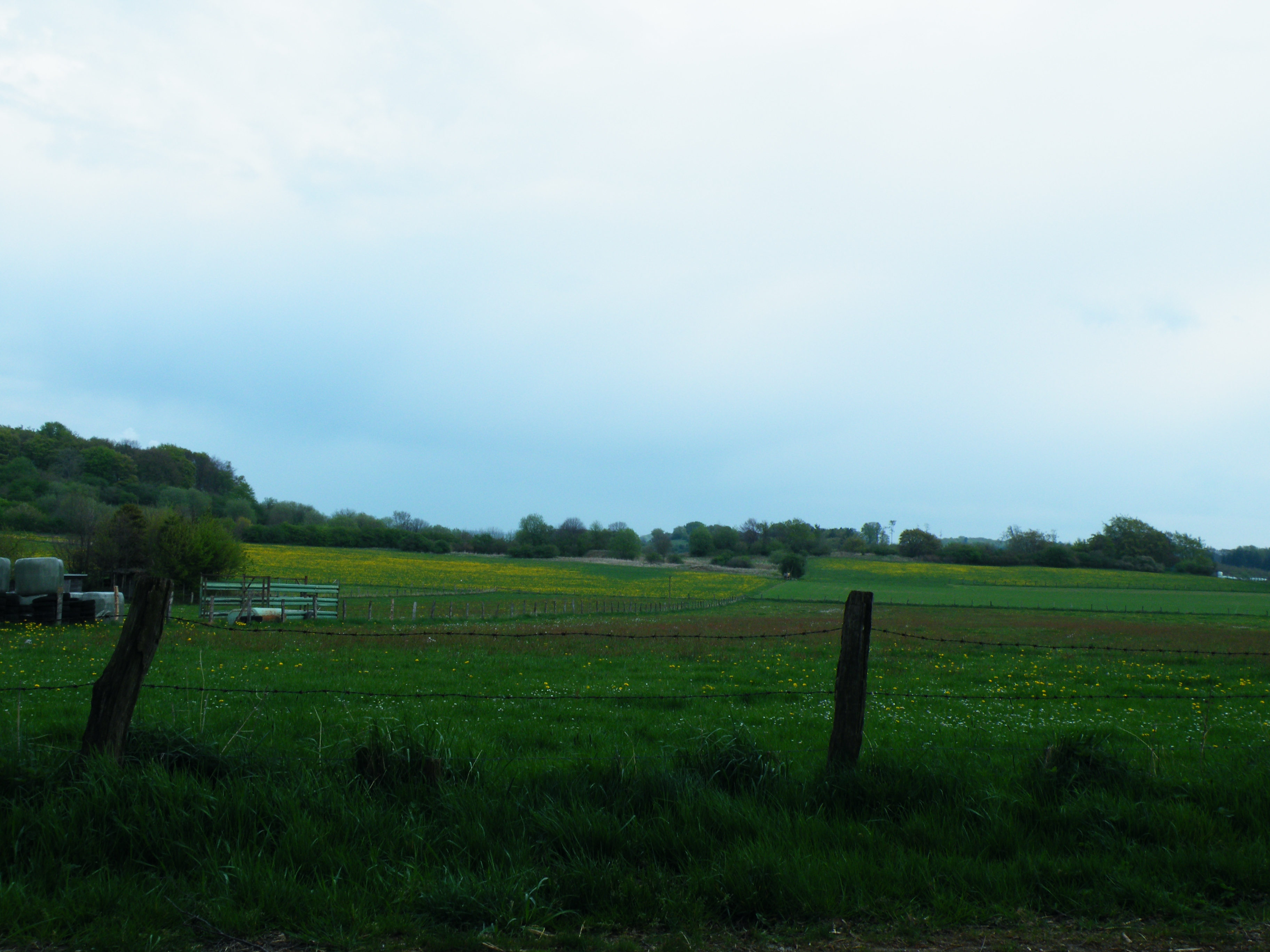
Landschaftsschutzgebiet Offenland südöstlich Brilon

Das Landschaftsschutzgebiet Offenland südöstlich Brilon mit 455,97 ha Größe liegt südlich, südöstlich und östlich von der Kernstadt Brilon. Das Gebiet wurde 2008 mit dem Landschaftsplan Briloner Hochfläche durch den Hochsauerlandkreis als Landschaftsschutzgebiet (LSG) ausgewiesen. Das LSG geht bis an den Siedlungsraum. Die Almetalbahn, die B 7 und die B 251 verlaufen durch das LSG. Das LSG wird fast ganz landwirtschaftlich genutzt. Dabei überwiegen intensiv Grünlandflächen als Nutzung. Auch der Golfplatz von Brilon liegt im LSG. Das LSG umschließt fast ganz das Landschaftsschutzgebiet Grünlandkomplex am Frettholz und ganz das Naturschutzgebiet Ammertenbühl. Weitere NSG und LSG grenzen direkt an dieses LSG.

## LSG Typ und Vorschriften
Das LSG Offenlandflächen südwestlich Brilon wurde als eines von 22 Landschaftsschutzgebieten vom Typ B, Ortsrandlagen und Landschaftscharakter, ausgewiesen. Es gibt im Stadtgebiet auch 4 Landschaftsschutzgebiete vom Typ A (Allgemeiner Landschaftsschutz) und 53 Landschaftsschutzgebiete vom Typ C (Wiesentäler und bedeutsames Extensivgrünland) mit anderen Auflagen. Das LSG grenzt teilweise direkt an den Siedlungsraum von Brilon.
Es ist im LSG unter anderem das Errichten von Bauten verboten. Auch Erstaufforstungen sowie die Neuanlage von Weihnachtsbaumkulturen, Schmuckreisig- und Baumschulkulturen sind verboten.

## Gebote
Laut Ausweisung sind verschiedene Gebote festgesetzt worden. Das LSG ist durch landwirtschaftliche Nutzung und Pflegemaßnahmen von Bewaldung freizuhalten. Brachflächen sind abschnittsweise im Turnus von drei Jahren zu mähen, um eine Verbuschung zu verhindern. Dabei darf nicht vor dem 1. August gemäht werden, um Bruten nicht zu vernichten. Bei der Mahd ist das Mähgut abzutransportieren. Auf Obstweiden sind, falls notwendig, Obstbäume nachzupflanzen. Abgestorbene Obstbäume sind als Habitatbäume zu belassen. Die Hecken sind alle 10 bis 15 Jahre „auf den Stock“ zu setzen, wobei Einzelbäume zu belassen sind. Die Heckenarbeiten dürfen nur vom 1. Oktober bis 28. Februar durchgeführt werden.